# الساحل بحري
قرية الساحل بحري هي إحدى القرى التابعة لمركز البلينا بمحافظة سوهاج في جمهورية مصر العربية. حسب إحصاءات سنة 2006، بلغ إجمالي السكان في الساحل بحري 9101 نسمة، منهم 4099 رجل و5002 امرأة.